# Steven Moutsassi
Steven Danek Moyo Moutsassi (* 13. April 1986), auch Styven Moutsassi, ist ein kongolesischer Fußballschiedsrichterassistent.
Seit 2012 steht Moutsassi auf der Liste der FIFA-Schiedsrichter und ist an der Spielleitung internationaler Fußballspiele beteiligt, unter anderem in der CAF Champions League.
Beim Afrika-Cup 2024 in der Elfenbeinküste leitete Moutsassi zwei Spiele. Zudem war er unter anderem Schiedsrichterassistent bei der U-20-Afrikameisterschaft 2017 in Sambia, bei der U-20-Afrikameisterschaft 2023 in Ägypten, beim U-23-Afrika-Cup 2023 in Marokko, in der afrikanischen WM-Qualifikation sowie bei diversen Qualifikations- und Freundschaftsspielen.